# 1958-as magyar vívóbajnokság
Az 1958-as magyar vívóbajnokság az ötvenharmadik magyar bajnokság volt. A férfi tőrbajnokságot június 22-én rendezték meg, a párbajtőrbajnokságot június 14-én, a kardbajnokságot június 15-én, a női tőrbajnokságot pedig június 8-án, mindet Budapesten, a Vasas Pasaréti úti vívótermében.

## Eredmények
| Versenyszám          | Arany                         | Arany | Ezüst                                   | Ezüst | Bronz                | Bronz |
| -------------------- | ----------------------------- | ----- | --------------------------------------- | ----- | -------------------- | ----- |
| Férfi tőrvívás       | Pacséri Kázmér Elektromos SE  |       | Fülöp Mihály Elektromos SE              |       | Kamuti László BVSC   |       |
| Férfi párbajtőrvívás | Bárány Árpád Bp. Vörös Meteor |       | dr. Berzsenyi Barnabás Bp. Vörös Meteor |       | dr. Kausz István OSC |       |
| Férfi kardvívás      | Kovács Pál Vasas SC           |       | Delneky Gábor Bp. Honvéd                |       | Demeter Károly OSC   |       |
| Női tőrvívás         | Rejtő Ildikó Elektromos SE    |       | Kovács Lajosné Nyári Magda BVSC         |       | Székely Tiborné BVSC |       |